# Renato Bosatta
Renato Bosatta (født 11. februar 1938 i Pianello del Lario, Italien) er en italiensk tidligere roer og tredobbelt olympisk medaljevinder.
Bosatta var første gang med ved OL i 1960 i Rom, hvor han stillede op i firer uden styrmand sammen med Tullio Baraglia, Giancarlo Crosta og Giuseppe Galante. De blev nummer to i indledende heat efter Sovjetunionen, men vandt sikkert deres opsamlingsheat og var dermed i finalen. Her var USA hurtigst og vandt guld, mens Italien kom ind på andenpladsen foran Sovjetunionen, der vandt bronze.
Fire år senere, ved OL 1964 i Tokyo, var han sammen med Galante skiftet til firer med styrmand; de øvrige i båden var Emilio Trivini, Franco De Pedrina og styrmand Giovanni Spinola. De vandt deres indledende heat, men i finalen kunne de ikke følge med favoritterne fra Tyskland, der vandt guld, men sikrede sig sølv et pænt stykke foran Holland på bronzepladsen.
Ved OL 1968 i Mexico City var han vendt tilbage til fireren uden styrmand, hvor den øvrige besætning bestod af Tullio Baraglia, Pier Angelo Conti Manzini og Abramo Albini. De blev nummer to i det indledende heat og vandt derpå opsamlingsheatet. I finalen var Østtyskland hurtigst og sikrede sig guld foran Ungarn, mens italienerne blev nummer tre.
Bosatta vandt desuden en EM-guldmedalje i firer uden styrmand ved EM 1961 i Prag og en bronzemedalje i firer med styrmand ved EM 1964 i Amsterdam.

## OL-medaljer
- 1960:  Sølv i firer uden styrmand
- 1964:  Sølv i firer med styrmand
- 1968:  Bronze i firer uden styrmand